# Dorylomorpha kamchatkensis
Dorylomorpha kamchatkensis är en tvåvingeart som beskrevs av David Edward Albrecht 1990. Dorylomorpha kamchatkensis ingår i släktet Dorylomorpha och familjen ögonflugor. Inga underarter finns listade i Catalogue of Life.